# البا (مینه‌سوتا)
البا، مینه‌سوتا (به انگلیسی: Elba, Minnesota) یک شهر در ایالات متحده آمریکا است که در مینه‌سوتا واقع شده‌است.

## خصوصیات
البا ۵٫۲۸ کیلومترمربع مساحت و ۱۵۲ نفر جمعیت دارد و ۲۲۵ متر بالاتر از سطح دریا واقع شده‌است.